# Brewster F2A Buffalo
Pour les articles homonymes, voir Brewster et Buffalo.
Le F2A Brewster Buffalo fut le premier chasseur monoplan de la marine des États-Unis. Très inférieur à ses principaux contemporains, il fut toutefois utilisé au début de la Seconde Guerre mondiale faute de machines plus performantes et connut, pour les mêmes raisons, un certain succès à l'exportation.

## Conception

### Les origines
L'origine du projet remonte au 15 novembre 1935, date à laquelle l'US Navy lança un appel d'offres pour un chasseur monoplace embarqué destiné à remplacer le biplan Grumman F3F avec une demande simple : l'avion devait dépasser les 480 km/h.
Trois firmes s'alignèrent. La Seversky dont le projet était une version navalisée de son monoplan P-35 : le XNF-1. La firme Grumman dont le projet désigné model G-16 était une version amélioré du F3F mais toujours en configuration classique biplan. La Brewster (en) soumit son Model B-139 novateur qui était un monoplan à ailes médianes entièrement métallique avec un cockpit fermé. Dayton Brown, qui dirigeait le département d'étude de Brewster, se basa sur son bombardier biplace Brewster XSBA-1 pour le design du B-139.
Le 2 février 1936, la Navy commanda un prototype du biplan Grumman G-16, sous la désignation officielle de XF4F-1 et, le 22 juin de la même année, un prototype à Brewster de son projet. À noter que la firme Brewster récupéra la désignation officielle commençant par le lettre « A », qui, auparavant, désignait le constructeur General Aviation Corporation et le prototype fut en conséquence désigné au sein de la Navy, XF2A-1. Le prototype de Seversky fut écarté, du fait qu'il ne pouvait dépasser les 430 km/h. et donc ne reçut aucune désignation officielle.

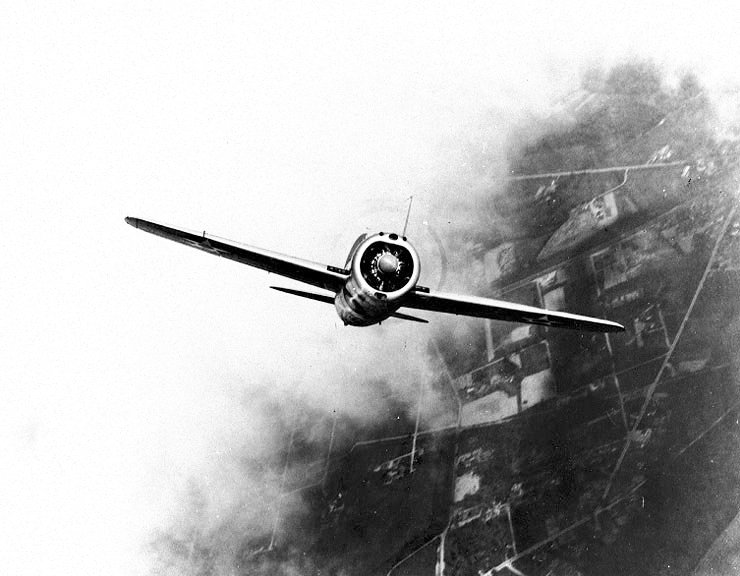
Brewster XF2A-1 en vol

Durant la construction du prototype, Brewster conclut que son avion était sous-motorisé et changea les moteurs Wright XR-1690-02 et Pratt & Whitney XR-1535-92 prévus pour un moteur en étoile à 9 cylindres Wright R-1820-22 Cyclone à refroidissement par air de 950 ch, le même que celui qui équipait le Seversky XNF-1.
Le projet XF4F-1 de Grumman était une amélioration efficace du F3F, mais sa conception en biplan le rendait obsolète avant même d'avoir volé. Pour cela, Grumman persuada la Navy que son équipe avait réorienté son travail sur un monoplan. Le 28 juillet 1936, L'US Navy accepta, annula le contrat du XF4F-1 et commanda dans la foulée un contrat pour le monoplan de Grumman, désigné XF4F-2.
Les trois prototypes XF4F-2, XNF-1 et XF2A-1 prirent l'air durant l'année 1937 :
- Le Grumman XF4F-2 vola pour la première fois le 2 septembre 1937. Les tests en vol révélèrent que sa vitesse maximale était de 468 km/h soit près de 16 km/h de plus que le XF2A-1. Cependant, des problèmes moteurs clouèrent au sol le prototype de manière prolongée.
- Le Seversky NF-1 vola pour la première fois le 24 septembre 1937, bien que totalement fini en juin. Ce projet fut écarté en avril 1938, du fait de sa vitesse limitée (430 km/h) et de problèmes d'instabilités latérales.
- Le XF2A-1 vola pour la première fois le 2 décembre 1937, et fut présenté à la Navy en janvier 1938. Sa vitesse maximale était de 447 km/h.

En mai 1938, des tests en soufflerie à Langley Field indiquèrent que la vitesse maximale du XF2A-1 pouvait être augmentée de 49 km/h en améliorant son aérodynamisme, en modifiant les prises d'air et d'échappement, le capot des mitrailleuses et en ajoutant un capot pour couvrir le train d'atterrissage une fois remonté. Le prototype retourna à l'usine pour modification et ces améliorations eurent un effet flagrant sur les performances de l'appareil. Le XF2A-1 atteignait maintenant 490 km/h à 4 800 mètres d'altitude. L'avion dépassait à présent les 483 km/h du contrat et reçut l'éloge des pilotes d'essais pour sa manœuvrabilité.
En raison des problèmes moteurs du XF4F-2 et à la vue des récentes améliorations du XF2A-1, la Navy opta pour le projet de la firme Brewster. Malgré la perte du contrat par Grumman, la Navy admit que le projet de Grumman était viable, les problèmes de moteurs n'étant pas insurmontables. Ainsi en octobre 1938, la Marine américaine passa un contrat avec Grumman pour une version améliorée désignée XF4F-3, qui donna naissance au célèbre chasseur F4F-3 Wildcat.

### Prototype XF2A-1
Le chasseur de Brewster avait un fuselage trapu, une aile médiane et était équipé de plusieurs innovations technologiques non négligeables comme des volets d'intrados incorporés, un train d'atterrissage entièrement rétractable hydrauliquement (partiellement pour la roulette de queue), une canopée profilée, une crosse d'appontage rétractable et un cockpit entièrement fermé. L'équipement le plus original était une fenêtre ventrale dans le fuselage pour donner au pilote un certain champ de vision vertical, par exemple pour les phases de roulage. Sa structure était entièrement métallique, rivetée et les surfaces de contrôle (volets, ailerons et dérive) étaient en aluminium recouvertes de tissu.
L'armement initial était composé de deux mitrailleuses, une de calibre.30 (7,62 mm), une autre Browning M2 de calibre.50 (12,7 mm), montées dans le capot moteur et tirant à travers l'hélice. La puissance de feu fut plus tard augmentée avec la possibilité de monter deux M2 de calibre.50 supplémentaires dans les ailes.
Le 11 juin 1938, la Navy commanda une première série de 54 appareils de production F2A-1 (immatriculés 1386 à 1439) basés sur le prototype.

### F2A-1

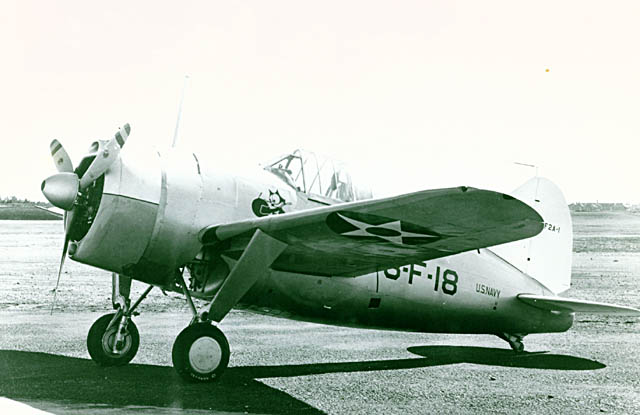
Brewster F2A-1 assigné à l'escadrille VF-3 à bord du, 1940.

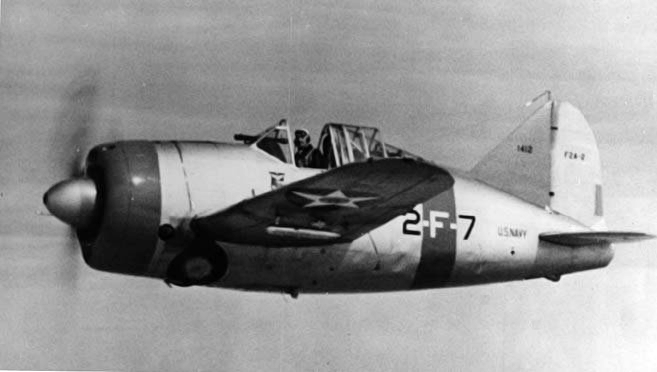
Brewster F2A-2 assigné à l'escadrille VF-2

La version de production F2A-1 destinée à l'US Navy était motorisée avec un Wright R-1830-34 de 940 ch, mais certaines améliorations avaient été apportées par rapport au prototype. La canopée avait été améliorée, offrant un champ de vision élargi et plus confortable. Le mât radio fut déplacé du côté gauche du fuselage au droit, les saumons furent légèrement modifiés, la fenêtre ventrale élargie et un viseur télescopique installé. Les deux premiers F2A-1 furent construits avec les ailerons de queue de forme elliptique comme sur le prototype, les appareils suivants seront équipés d'ailerons triangulaires.
La firme Brewster avait mal estimé les délais de livraison de la commande de la Navy, et les retards commençaient à s'accumuler. La Navy devait recevoir les appareils commandés en mai 1939 mais, en juin de la même année, un seul appareil était fini... Il fut cependant exposé à New York pour l'Exposition universelle aux côtés de plusieurs autres appareils militaires américains. En novembre 1939, 5 autres F2A-1 furent livrés, la Navy se trouvant entre-temps confrontée avec un problème de niveaux excessifs de monoxyde de carbone dans l'habitacle, ce qui entraîna encore d'autres modifications.
En 1940, la Navy décida d'installer les mitrailleuses M2 optionnelles dans les ailes de ses F2A-1, ce qui entraîna des accidents de train d'atterrissage à cause du surpoids. Plus tard dans la même année, le VF-3 (Fighting Squadron 3 de l'USS Saratoga) troqua ses F2A-1 contre une version plus puissante, F2A-2, afin de pouvoir renvoyer ses F2A-1 pour modifications à l'usine. Huit seront modifiés aux normes F2A-2 et envoyés pour servir au sein du VS-201 du porte-avions d'escorte USS Long Island. Mi-1941, il ne restait qu'un seul appareil en état de vol (Immat 1393), qui fut réattribué à une unité de formation jusqu'en 1944.

### F2A-2, 3 et 4

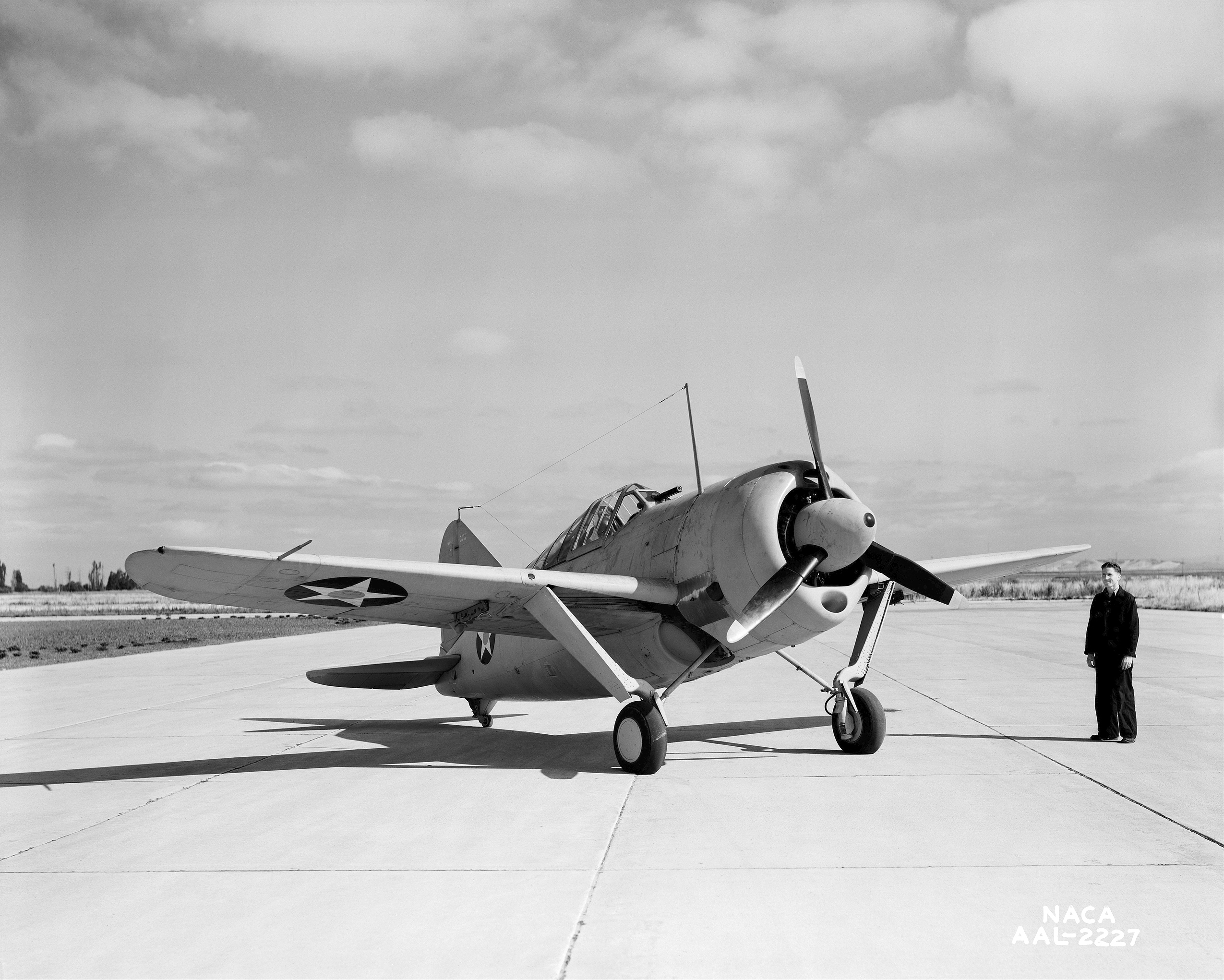
F2A-3 en 1942

En juin 1939, après diverses modifications (hélice tripale, moteur plus puissant, modification des réservoirs), le F2A2 révéla de meilleures performances mais avait subi également une forte augmentation de sa masse qui avait grevé les qualités de vol comme la maniabilité et la vitesse ascensionnelle, lesquelles étaient jugées bonnes pour les versions précédentes, et le train d'atterrissage était toujours aussi fragile. Les 9 F2A2 furent également refusés après essais.
Mais, en janvier 1940, l'US Navy commanda malgré tout 108 F2A3, une version dotée d'un fuselage allongé pour ajouter un cinquième réservoir et de blindage derrière l'habitacle ce qui alourdit encore l'avion.
Au total, 506 exemplaires furent produits, le dernier en mai 1942.
Une version F2A4, dotée d'un compresseur à deux vitesses et d'un habitacle pressurisé restera sans suite à cause de sa masse trop élevée.

## Opérateurs
États-Unis

### Clients à l'exportation
Durant les premiers mois de l'année 1939, plusieurs pays européens, sentant l'imminence de la guerre, prospectèrent outre-Atlantique pour des chasseurs additionnels. Bien que le F2A soit clairement inférieur à ses homologues nazis, faute de mieux il rencontra un certain succès à l'exportation.
 Pologne
En août 1939, le gouvernement de Pologne commanda donc 250 F2A-1. La commande ne fut jamais préparée à la suite de l'invasion allemande de la Pologne en septembre 1939. Toutefois, il aurait été impossible que la commande soit prête à temps du fait des lenteurs de production de Brewster.
 Finlande

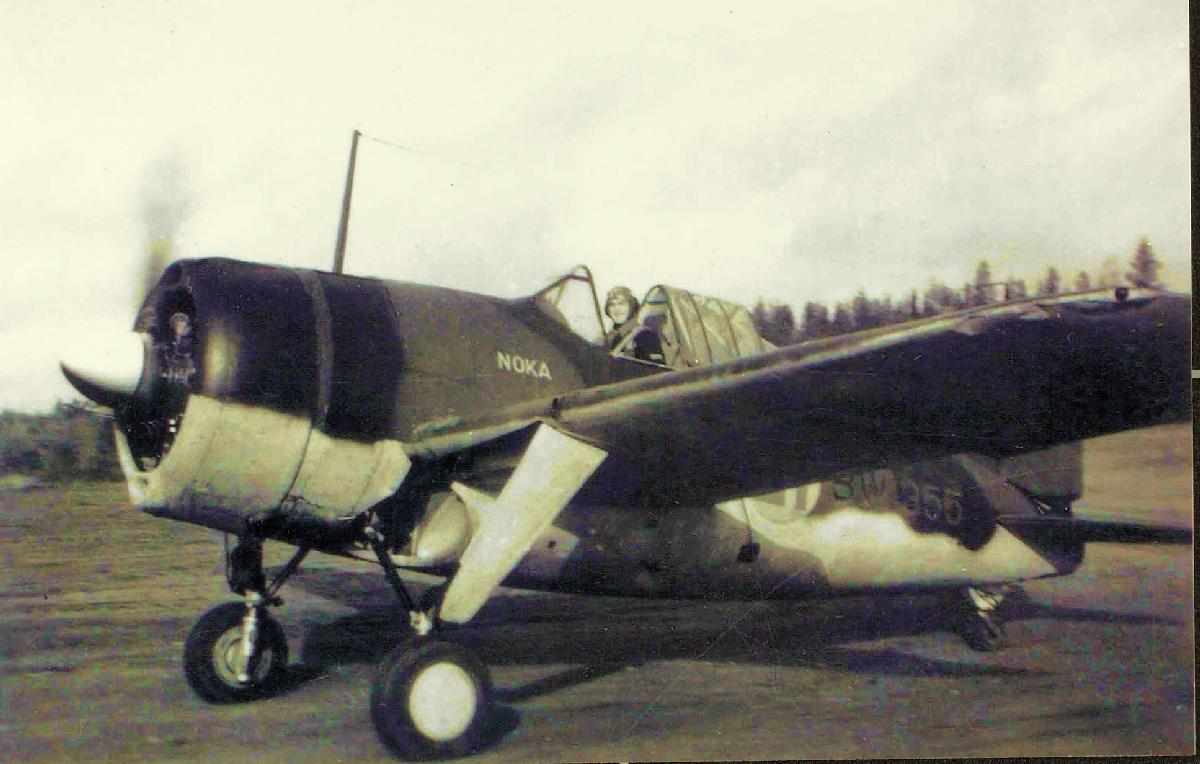
Brewster Model 239 (F2A1 Buffalo) finlandais immatriculé BW355 nommé "Noka"

En septembre 1939, la Finlande prit contact avec le département d'État des États-Unis pour acheter des chasseurs de fabrication américaine. Quand la Finlande fut attaquée par l'Armée rouge, le 30 novembre 1939, les États-Unis acceptèrent l'offre finlandaise en « détournant » 43 appareils de la commande initiale de la Navy, à la seule condition qu'ils soient remplacés plus tard par un nombre équivalent de F2A-2. Mais l'offre ne fut acceptée que parce que les 9 premiers F2A1 testés sur le porte-avions USS Saratoga à la même période, subirent une série d'accidents dus à la faiblesse du train d'atterrissage et des problèmes de surchauffe du moteur amenant l'US Navy à refuser les 43 autres exemplaires et à les déclarer bon pour l'export, ce qui permit de les céder aux Finlandais.
 Pays-Bas
Les Hollandais envoyèrent 72 F2A2 et 20 F2A3 aux Indes néerlandaises.
 Belgique
Juste avant le commencement de la Seconde Guerre mondiale, la Belgique était à la recherche de chasseurs de dernière génération pour moderniser et agrandir sa force aérienne. Dans ce cadre, la Belgique commanda 40 F2A-2 (qui seront dénommés B-339), équipés d'un moteur Wright R-1820-G105 de 1 000 ch. La crosse d'arrêt fut retirée et l'avion fut modifié avec une queue légèrement plus longue. Malheureusement, seulement deux appareils réussirent à gagner la France avant l'invasion allemande de mai 1940 et la chute de la Belgique. Ils furent capturés par les Allemands.
Six avions furent embarqués le 16 juin 1940 à Halifax (Nouvelle-Écosse) à bord du porte-avions Béarn français avec d'autres avions achetés par la France, notamment 44 bombardiers en piqué Curtiss SBC Helldiver. En route vers Brest, la nouvelle de l’armistice parvint au Béarn qui fut détourné vers la Martinique. Tous les avions furent débarqués à Fort-de-France et détruits par la suite sans jamais avoir servi.
 Royaume-Uni
Le reste de la commande belge fut récupéré par la Royal Air Force, qui lui donna son surnom Buffalo pour respecter son système de désignation des avions, et aussitôt expédiés en Extrême-Orient avec les 170 exemplaires commandés précédemment par les Britanniques.

## Engagements

### En Méditerranée
Dix-huit des Buffalo britanniques et ex-belges destinés à l'Extrême-Orient furent détournés pour les besoins du secteur et basés, en septembre 1940, sur le porte-avions HMS Eagle. Leurs pilotes demandèrent alors à revenir sur le biplan Gloster Gladiator. En mai 1941, six d'entre eux furent sabotés en Crète, les autres furent déclarés inaptes en Égypte au début de la même année.

### Dans le Pacifique

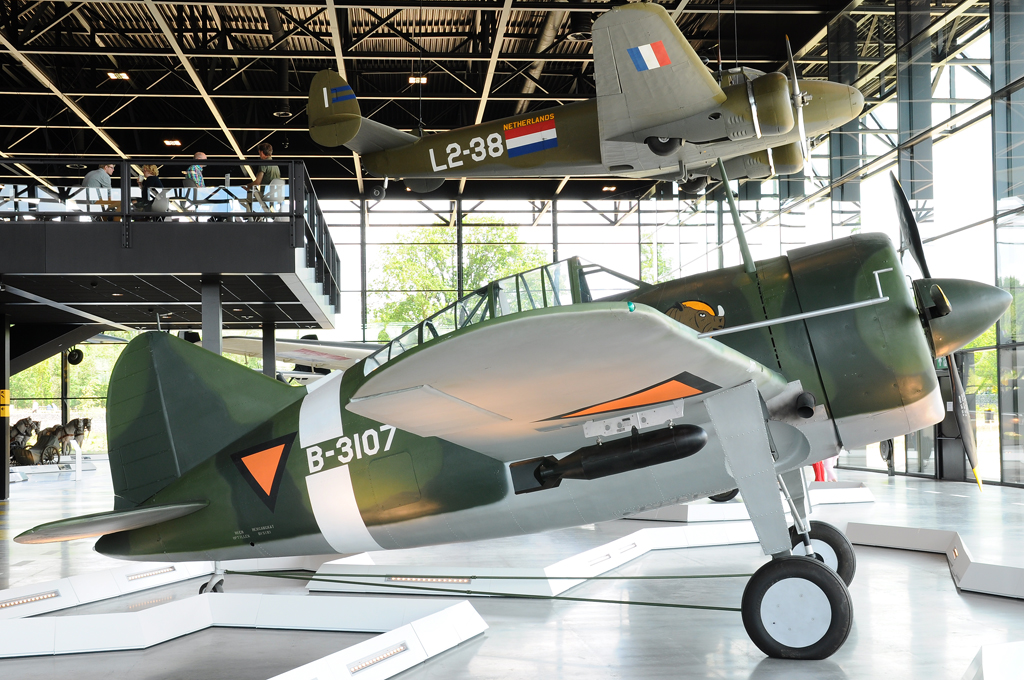
Réplique d'un Brewster B339C de l'Aviation militaire de l'armée royale des Indes néerlandaises.

Les Buffalo expédiés d'Europe formèrent plusieurs squadrons anglais, australiens, néo-zélandais (dont le 488th Squadron à Kallang) à Singapour et en Birmanie, mais bon nombre d'entre eux ne furent pas utilisés par manque de pièces de rechange.
Les Buffalo hollandais équipèrent trois unités de l'Aviation militaire de l'armée royale des Indes néerlandaises, dont une d'entraînement et celle du Groupe militaire V à Luchvaart aux Indes néerlandaises, en décembre 1941.
Lors de l'invasion des Indes orientales néerlandaises par les Japonais, toutes ces unités furent confrontées à des appareils très supérieurs : le Nakajima Ki-43 Hayabusa et le fameux A6M ZEKE, le Zero. De plus, les pilotes japonais étaient beaucoup plus expérimentés que les pilotes alliés, fraîchement sortis des écoles. Les Buffalo ne tardèrent pas à disparaître du ciel malais, les confrontations avec les chasseurs japonais tournant souvent au massacre.
Fin janvier 1942, il ne restait plus assez d'avions pour former un squadron à Singapour et, lors de l'évacuation début février, seuls quatre Buffalo rejoignirent Sumatra. Les avions ont également été utilisés de Bornéo. Les très rares Buffalo survivants furent retirés du service au profit d'avions plus modernes en mars.

### Avec l'US Navy
Le 4 juin 1942, lors de l'attaque japonaise contre l'île de Midway, vingt F2F3 accompagnés de six Grumman F4F Wildcat interceptèrent les avions japonais. Treize F2F3 et deux F4F furent abattus et seulement trois des onze chasseurs survivants étaient encore utilisables. Après ce désastre, aucun F2A ne participa plus à une action de guerre du côté américain.

### En Finlande

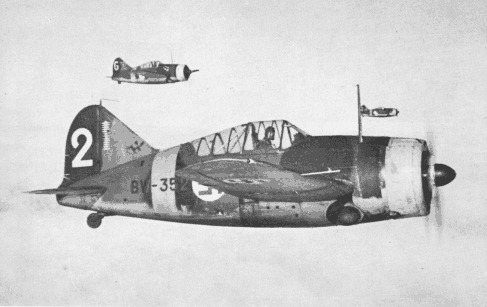
Une formation de Brewster B239 finnois durant la guerre de continuation.

Arrivés trop tard pour prendre part à la guerre d'Hiver, 44 Brewster model 239 Buffalo finlandais furent utilisés par la Suomen ilmavoimat à partir de juin 1941 contre les Soviétiques, et le petit chasseur ventru fut très apprécié des pilotes finnois pour plusieurs raisons : les pilotes étaient très expérimentés, le climat plus froid évitait la surchauffe des moteurs et c'était le premier chasseur moderne utilisé par les Finlandais.
Face aux chasseurs utilisés par les Russes Polikarpov I-16 Ishak, Curtiss P-40 Warhawk, LaGG-3, MiG-3, Yak-1, Hurricane et Airacobra, ils obtinrent des résultats étonnants.
Entre le 25 juin 1941 et le 21 mai 1944, ils ont revendiqué la destruction de 459 avions ennemis pour la perte de 15 Brewster en combat, 4 dans des accidents et 2 détruits au sol lors de raids.
Quand, en avril 1944, ils furent transférés sur BF 109 G, douze des pilotes de Buffalo furent crédités de plus de 10 victoires.